# Urbanizem
Urbanízem je dejavnost, ki se ukvarja z načrtovanjem novih naselij in mest in s smotrnim vzdrževanjem, prilagajanjem in urejanjem obstoječih naselij in mest. Cilji sodobnega urbanističnega načrtovanja so zagotoviti maksimalno kakovost življenja za meščane, močno in konkurenčno gospodarsko vlogo mest in zdravo okolje. Priprava urbanističnih načrtov je zahteven postopek, ki obsega usklajevanje pobud javnih ustanov in zasebnih podjetij in posameznikov. V pripravi se obravnavajo različne strokovne podlage, ki so vnaprej pripravljene študije s področja gospodarskega razvoja, naravnih danosti prostora, ekoloških omejitev, socialnih potreb, prenove nepremične kulturne dediščine, zagotavljanja kakovosti nove arhitekture, razvoja vodooskrbne, elektro, telekomunikacijske, komunalne in prometne infrastrukture in drugih področij, pomembnih za delovanje mesta.

## Urbanizem v času tranzicije
Slovenski urbanizem se je po letu 1991 znašel v težavah, ki so bile v tem obdobju značilne v tranzicijskih državah. Medtem, ko se sta se gospodarski in politični sistem po letu 1991 temeljito spremenila, je urbanistično načrtovanje vse do leta 2002, ko je Drnovškova vlada sprejela novi Zakon o urejanju prostora (ZUreP-1), urejala stara, še jugoslovanska zakonodaja. Občine, ki so po slovenski zakonodaji pristojne za načrtovanje prostorskega razvoja, vse do sprejema tega zakona niso pristopile k izdelavi novih urbanističnih načrtov. V praksi je to pomenilo, da so uporabljale stare prostorske načrte, ki so jih sprejele skupščine nekdanjih občin leta 1986. Ti zastareli urbanistični načrti niso več odgovarjali novi gospodarski in politični realnosti in so bili po letu 1991 deležni pogostega krpanja, s katerim so občine skušale omogočiti izvedbo različnih tržno naravnanih gradenj za razvijajoči se zasebni sektor. Prostorske ureditve in zgradbe, ki so nastale kot posledica tega krpanja, pogosto ne prispevajo k skladnosti in večji kvaliteti mestnega in podeželskega prostora. Novi urbanistični načrti, ki naj bi nastali na podlagi Zakon o urejanju prostora (ZUreP-1) bi prvič po letu 1986 zopet celovito obdelali celoten prostor in postali orodje, s katerim bi ponovno zagotovili skladnejši prostorski razvoj.
Zato so šele po letu 2002 občine pričele pripravljati nove urbanistične dokumente. Zakon o urejanju prostora (ZUreP-1) je predvidel strateške in podrobne urbanistične načrte, da bi dolgoročno občinam omogočil več manevrskega prostora pri umeščanju nameravanih gradenj. Vendar je nova Janševa vlada takoj po zmagi na volitvah leta 2004 napovedala spremembo tega zakona. Občine so po navodilu Ministrstva za okolje in prostor zaustavile delo na novih načrtih vse do leta 2007, ko je vlada sprejela nov Zakon o prostorskem načrtovanju (ZPNačrt). V strokovnih krogih urbanistov in prostorskih načrtovalcev so ponovno spreminjanje zakonodaje, pa tudi novi Zakon o prostorskem načrtovanju skoraj soglasno ocenili kot poslabšanje razmer za različne, tako javne kot zasebne naložbe, ki bodo v prihodnje povezane s posegi v prostor.

## Izzivi sodobnega urbanizma
Največji izziv sodobnega urbanizma predstavlja uravnotežen in trajnosten prostorski razvoj. Po eni strani mora vzpodbuditi prenovo in zagotavljati vitalnost v zgodovinskih mestnih jedrih, po drugi strani pa omogočati rast in razvoj različnih novih dejavnosti. Razviti svet se v času informacijske družbe po eni strani sooča s staranjem prebivalstva, spremenjenimi delovnimi in socialnimi navadami in večjo okoljsko zavestjo, po drugi pa s selitvijo tradicionalne industrijske proizvodnje v tretje države in razvojem novih storitev. Posledica tega so tudi obsežna opuščena industrijska in vojaška območja. Zaradi teh različnih vzrokov v razvitih državah na področju urbanizma zasledujemo trend prenove in razvoja naselij navznoter, ter urbano regeneracijo tako imenovanih sivih con in ekološko ter socialno degradiranih območij. Nove širitve mest ter naselij so v razvitem svetu danes vse manj pogoste, o njih pa se nacionalne in lokalne vlade odločajo strogo racionalno.